# フルーツワイン

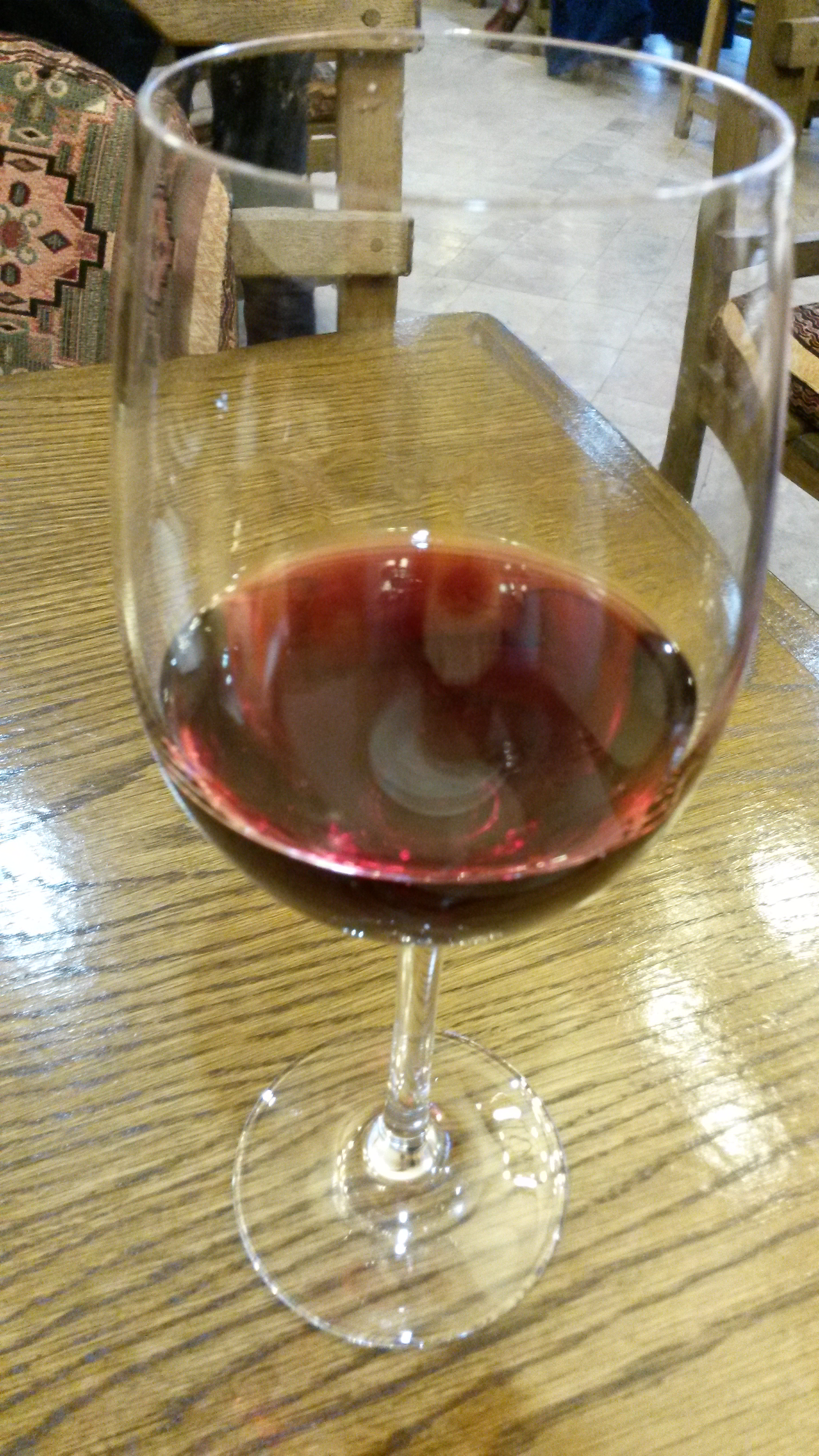
アルメニアのザクロワイン

フルーツワインは、広義にはブドウ以外の様々な原料成分から作られた酒全般を指す。果実、花、およびハーブから採取されたフレーバーを添加されたものを含む。分類によってはビール以外の醸造酒全般を含むように解釈されることもある。欧米などでは歴史的な見地から（既に固有の酒として認知されているという意味で）、ミード（蜂蜜酒）、シードル（リンゴ酒）、ペリー（洋ナシ酒）はフルーツワインの定義から除外される場合がある。

## 解説
欧米などではフルーツワインは伝統的に家庭で醸造されることが多く、北米やスカンジナビア等の涼しい気候の地域で人気がある。アフリカ、インド、フィリピンではバナナから作られるワインがある。
一方、日本の酒税法による酒類の分類として、果実を原料として発酵させたもの (醸造酒) を果実酒として定義しており、狭義にはフルーツワインと同義である（酒税法第3条）。厳密な果実酒の定義には果実を中性スピリッツや連続式蒸留しょうちゅうのような酒に漬け込んで作ったリキュール類等（例えば梅酒等）は含まれておらず、これらは混成酒に分類されているが、俗に果実酒と混同されることが多い。酒税法上はフルーツワインという定義はないため、梅酒等の混成酒は果実酒ではないが広義のフルーツワインに含まれると言える。
また、これも日本の酒税法による酒類の分類として、果実酒の発酵過程の途中でブランデーなどの蒸留酒を添加し、アルコール濃度を上げることにより酵母の発酵を止め、それ以上糖分が分解されないようにすることで、甘味を高めるよう製造された混成酒のことを甘味果実酒と定義している。甘味果実酒も広義のフルーツワインに含まれると言える。

## 名称
フルーツワインは通常、ブドウ果汁から作られた「ワイン」と定義を区別するために、例えばプラムワインやエルダーベリーワインのように、冒頭に主原料名を付けて呼ばれる。
欧州連合 (EU)では、「ワイン」は法的にブドウ果汁を発酵させたもののみと定義されている。
イギリスではフルーツワインは一般的に「カントリーワイン」と呼ばれているが、この用語は、フランスのワインのカテゴリー用語であるヴァン・ド・ペイ (仏: Vin de Pays) と同義のため、混同しやすいので注意が必要である (ヴァン・ド・ペイは直訳すると「地方のワイン」で、ブドウのワインである)。イギリスの法律でヴァン・ド・ペイと同等のワインカテゴリーはmade-wineという言葉が使われている。

## 製造工程

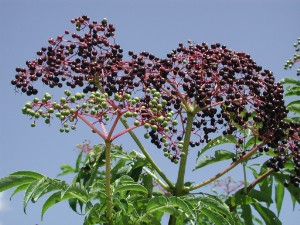
一般的なフルーツワイン原料のエルダーベリー

フルーツワインは、実質的には発酵させることが可能な全ての植物から製造することができる。ほとんどの果実類はフルーツワインを生産できる可能性がある。果実や植物から果汁やフレーバーを抽出する方法には多くの方法が用いられているが、果汁を搾汁し、煮詰めて発酵させる方法が一般的である。ブドウ以外のほとんどの食品原料は、出芽酵母が栄養素と水を摂取して自然に安定かつ飲用可能なワインを製造するために必要な糖分、酸、タンニン、必須塩類の量的バランスが整っていないため、ほとんどのフルーツワインが発酵時に1つあるいは複数の栄養素を調整されている。すなわち、これらの製品の中には風味の調整やアルコール度数を上げるために砂糖や蜂蜜の添加が必要なものもある (砂糖は発酵中にアルコールへと変換される)。欧米で一般的に生産されている2つの品種はエルダーベリーワインとタンポポのワインである。ジョセフ・ケッセリング (英: Joseph Kesselring) が原作し、フランク・カプラ (英: Frank Capra) によって映画化された英: Arsenic and Old Lace (邦題: 「毒薬と老嬢」) で、殺人に使われる飲み物として毒入りエルダーベリーワインが登場する。エルダーベリーの花から作られたワインは「エルダーブローワイン」と呼ばれる。
許容できる酸度を維持しながら発酵させるのに必要な発酵に使える糖分の量はしばしば低く、最終的なワイン製品に必要なアルコール度数を確保するために、補糖 (英: chaptalization) と呼ばれる工程で補充される必要がある。酸度を許容可能な範囲で維持しつつ発酵を完了させるために十分な量の糖を確保するためにスクロースがしばしば添加される。初期溶液の比重が高すぎた場合、糖分が過剰であることを示し、比重を目標範囲まで低下させるために水や酸度調整された水を加えることもできる。
多くの種類の果実における天然の酸度は、希釈することなしに風味が良く心地よいフルーツワインを製造するには高すぎる。これには特にイチゴ、チェリー、パイナップル、ラズベリー等が当てはまる。したがって、糖分を調整する場合の多くは、すり潰した果実を酸度を最適なレベルに低下させるために水が補充される。これは全体的な果実のフレーバーも希釈によって低下させてしまうことにも繋がる。最終的なワイン製品中の酸の量が多すぎると望ましくないエグ味やツンとくる刺激を感じる場合があるが、発酵後に再び糖を加えることによりフレーバーの損失を補うことができ、これを風味改善剤 (「後甘味」として知られている) として作用することによる。あるワイン研究者の意見では、フルーツワインは瓶詰めされてからの年数によって熟成されるようなことは少なく、通常は1年以内に消費されることがほとんどである。

## 主なフルーツワイン

### 梅酒

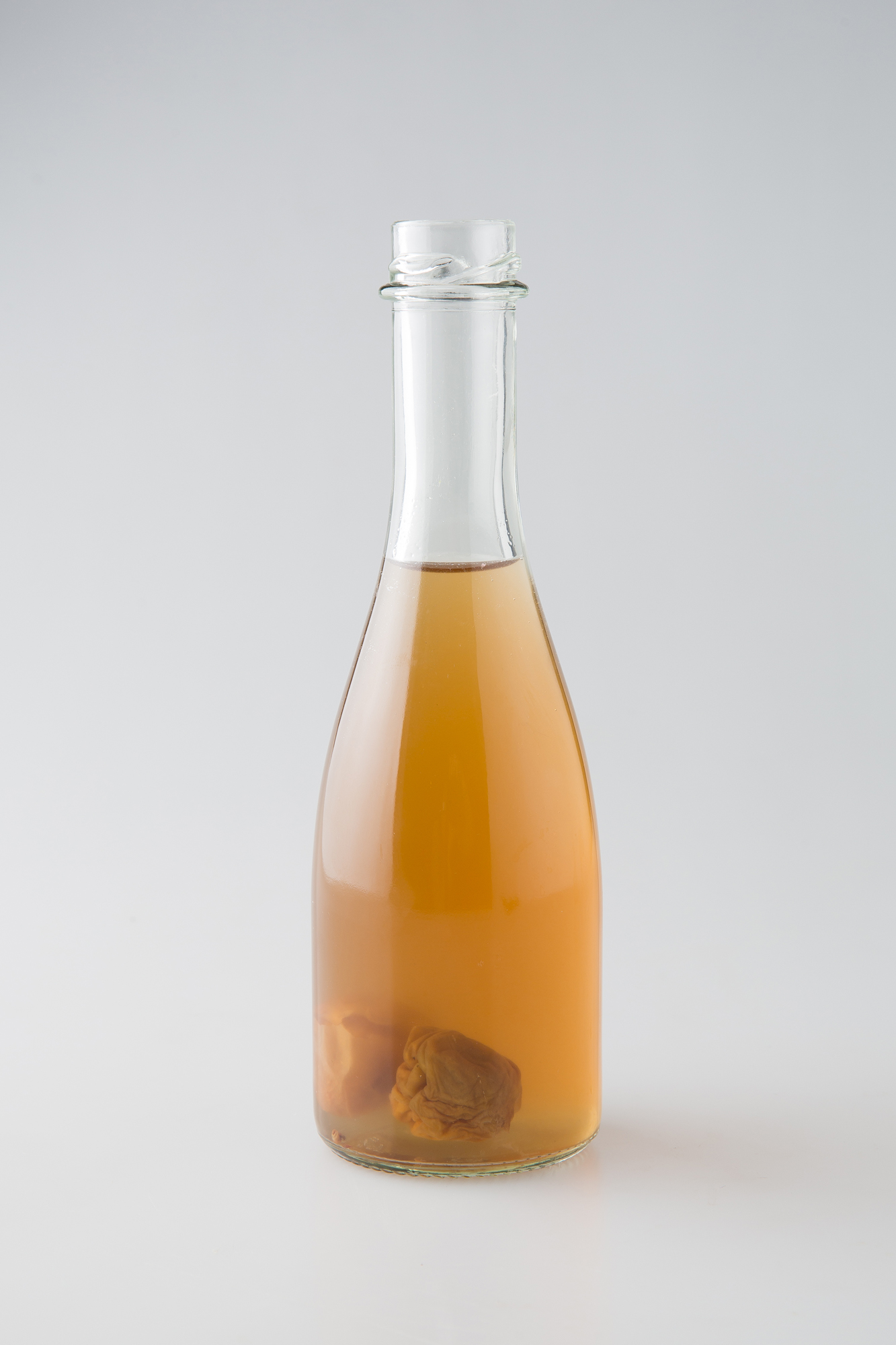
梅實酒の瓶 (梅酒)

「梅酒」とも呼ばれる梅のリキュールは、日本や韓国で人気があり、中国でも生産されている。中国では、梅酒はメイチウ (梅酒) と呼ばれている。梅酒は通常、蒸留酒に梅を浸漬して作られる。アルコール度数は果実から発酵される典型的なフルーツワインより高く調整できる。
日本の梅酒は、青梅を焼酎に漬けて作られており、甘くて滑らかな味わいである。韓国にもメシルチュ (朝鮮語: 매실주、梅実酒) と呼ばれる同様の酒があり、メファス (매화수、梅花秀) 、メチュイスン (매취순、梅翠純) 、ソルチュンメ (설중매、雪中梅) 等の様々なブランド名で販売されている。日本と韓国の梅酒の銘柄は、梅果実が丸ごと瓶の中に入っている。
台湾では第二次世界大戦後に日本の梅酒文化をベースに大きな変革が起き、梅酒 (méijǐu)とスモモワイン (李酒 lǐjǐu) と烏龍茶リキュールを混合して作られるウーメイチウ (烏梅酒; smoked plum liquor)が生まれた。
別の「梅酒」の形態として、リンゴからシードルを作る方法と同様に梅を発酵させた醸造酒としてプラムジャーカムがある。これはしばしばイギリスのコッツウォルズ北部の特産品として紹介され、かつてはウスターの町の特産品であった。

### パイナップルワイン

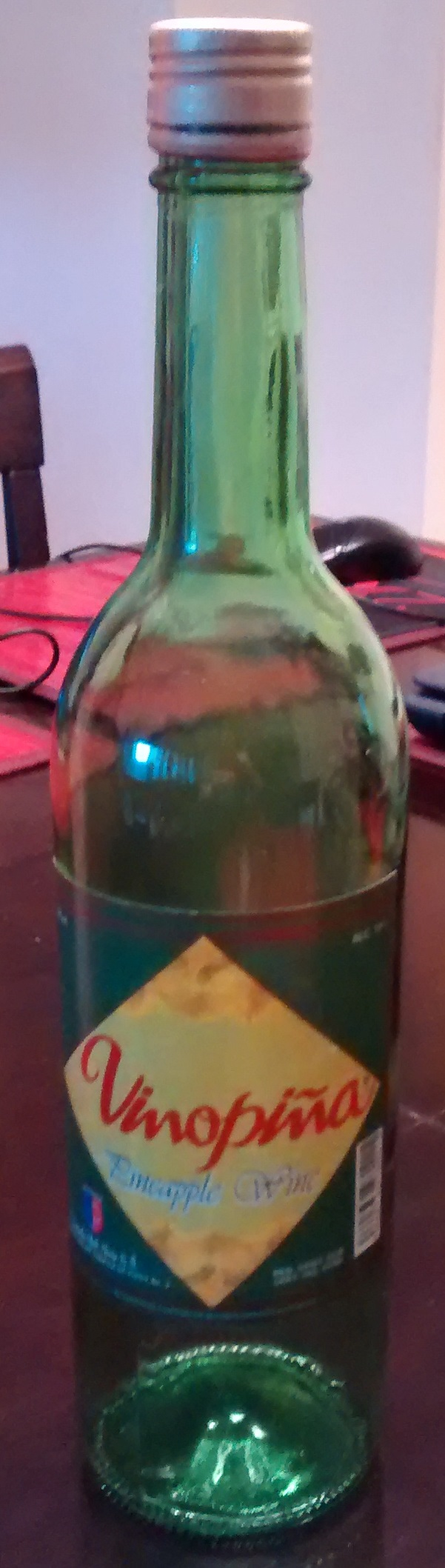
ドミニカ共和国のパイナップルワインの瓶

パイナップルワインはパイナップル果汁から作られる。パイナップル果汁の発酵は温度調節されたバットで行われ、ほぼ乾燥した状態まで進んで停止する。その結果、柔らかく乾いた強いパイナップルの芳醇な香りを持ったフルーツワインができる。パイナップルワインはタイや東南アジア諸国で人気があり、昔ながらの手作業で作られていて商業生産はされていない。メキシコでは、発酵されたパイナップル飲料が非常に有名で、テパチェと呼ばれている。
世界各地の商業的生産の例としては、ハワイのマウイワイナリー、アフリカで初めてのパイナップルワイナリーであるナイジェリアのヤコブズワインなどがある。また、ドミニカ共和国では、ヴィニコーラ・デル・ノルテによってアルコール度数10%の製品が作られている。日本でも沖縄で数種のパイナップルワインが地域の特産として作られており、アルコール度数は11.5%である。

### タンポポワイン
タンポポワインはタンポポの花弁と砂糖にレモン果汁等の酸味成分を組み合わせて作られる適度なアルコール度数のフルーツワインである。
主にアメリカで好まれており、一般的には手作りのレシピとして作られているが、ニュージャージー州のBellview Winery、オハイオ州のBreitenbach Winery、モンタナ州のHidden Legend Winery、ノースダコタ州のMaple River Wineryのようなタンポポワインを商業的に生産するワイナリーはほんの一握りである。

### ローズヒップワイン
広義にローズヒップワインもフルーツワインに含まれる。生もしくは乾燥したローズヒップから作ることができる。この飲料を造るために、
ローズヒップは酵母とクエン酸を含んだシロップ中で発酵され、抽出エキスが作られる。この技術は、スピノサスモモ (スローベリー)、サンザシ、ナナカマドに代表されるようなごく一部の種類のフルーツワインに用いられている。
ローズヒップから作られるワインの最高の状態は少なくとも2年以上保管したもので、強く甘い風味がする。

### スグリのワイン
赤スグリと白スグリのフルーツワインは通常は高品質なブドウ栽培が難しい北方の涼しい地域で生産される飲料である。これらの製造方法は非常に単純で、これらの果実の天然の化学成分バランスはいかなる添加物の添加もなしにワインの清澄化を可能にしている。赤スグリや白スグリは炭水化物が不足しているため、これらは砂糖や蜂蜜の添加が必要である。

### チェリーワイン
チェリーワインはサクランボから作られるフルーツワインの一種で 、一般には十分な酸味を有するスミミザクラ (酸実実桜) の実が用いられる。チェリーワインは、酒精強化ワインやリキュールを作るためにも用いられる。米国の主要なサクランボ生産地帯に位置するミシガン州のワインメーカーは、スパイスを添加したものやサクランボとブドウのブレンドなど、様々な種類のチェリーワインを生産している。「Cherry Kijafa」はデンマークで生産されており、サクランボから作られたワインに天然香料が添加された酒精強化ワインで、通常アルコール度数は16%である。
チェリーのリキュールの中で最も良く知られているのはクロアチアのマラスカ種 (英: Marasca cherry)  から作られる「マラスカ」である。ここ数年、デンマークではフレドリクスダル・チェリーワイン (一部は著名なレストランオーナーのヤン・フリス・ミッケルゼンによって発明された) が生産されている。国際的な成功を収めているFredriksdalの目標は、ブドウから作られたワインと同等の質のチェリーワインを作ることである。

### 柑橘ワイン
柑橘ワインは一般には入手しやすいものではないが、世界最古のワイン産地国ジョージア、また南アフリカのWhite River、その他家庭内での手作業で生産されている。味はライトボディーのワインのようで、淡色または黄金色で、辛口でボディが薄く、アルコール飲料である。出来ばえは使用された酵母に依存しており、レシピは数少ない。通常、家庭で手作業で作っている場合は、自分や近隣のオレンジの樹木の収穫物を利用している。果実は非常に酸度が高く、pHを調整しなければならないため、ワインは作るのが難しいといわれている。さらに厄介なのは、アオカビ属のカビによって発酵が止まりワインが腐敗することであり、果実を衛生的に保ち綺麗にしておくことに十分な注意を払う必要がある。その他の工程は非常に簡単である。アメリカのアルコール・タバコ税・貿易局 (Alcohol and Tobacco Tax and Trade Bureau) には柑橘ワインの規格が定められている。
スキンコンタクトワイン、アンバーワインのことをその色合いからオレンジワインと称するが、本項で述べる柑橘果実を使ったフルーツワインとは別である。

### その他
日本酒（清酒）のことをライスワイン（米ワイン）と呼んで国際的に説明する場合がある。